# Monte Pecoraro

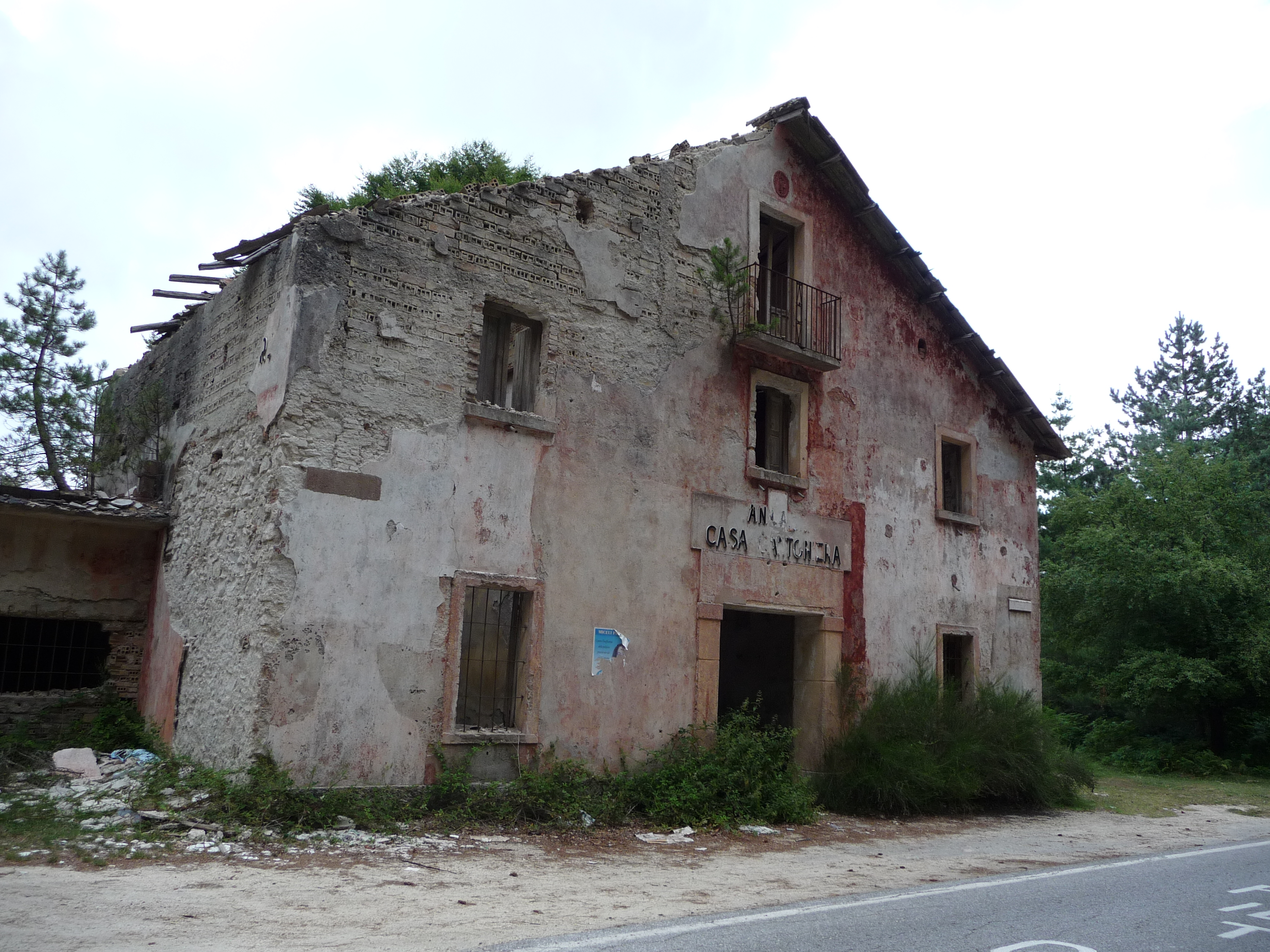
Vecchia casa cantoniera di monte Pecoraro (2008)

Il monte Pecoraro (/pekoˈraro/, Picuraru in dialetto calabrese) con i suoi 1423 metri è il monte più alto delle serre calabresi e della provincia di Vibo Valentia; la cima del monte si trova nel comune di Mongiana.
Su di esso nasce la fiumara Ancinale che sfocia nel golfo di Squillace.

## Attività antropica

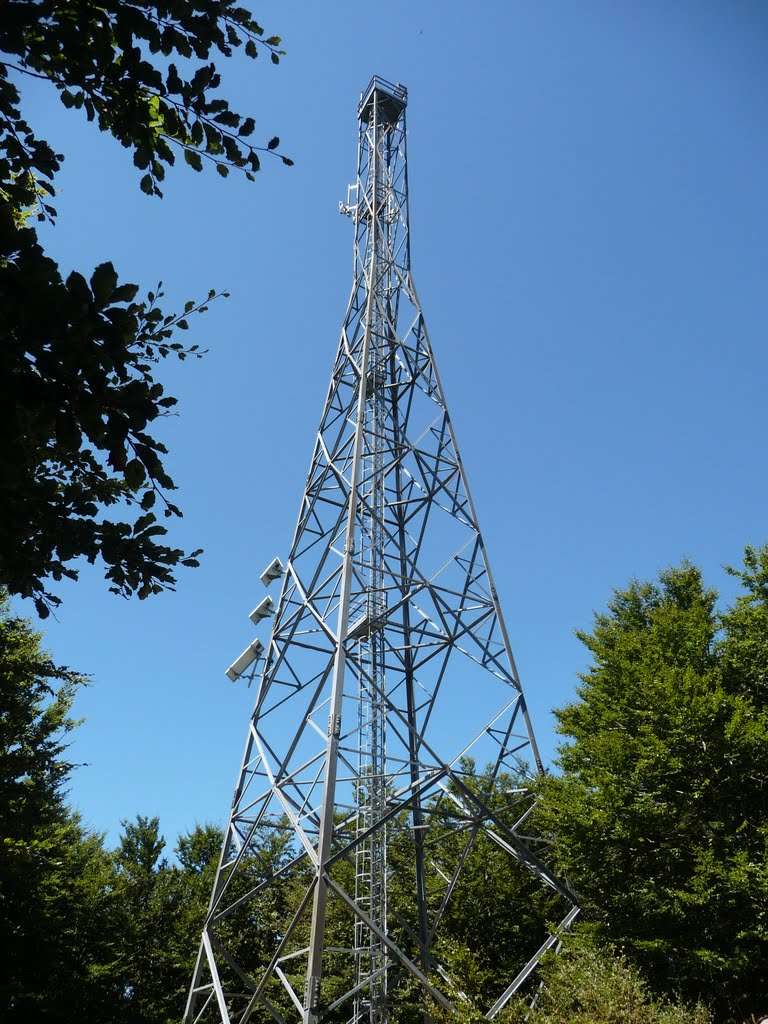
Ripetitore sulla sommittà del monte Pecoraro

Sul ciglio della ex strada statale 110 di Monte Cucco e Monte Pecoraro che attraversa il monte Pecoraro fu edificata, oggi abbandonata, la casa cantoniera di Monte Pecoraro.
Sulla sommità del monte vi è la presenza di due ripetitori della Protezione Civile e dei Vigili del Fuoco. Nel 1911 vi fu installata una stazione pluviometrica, e una seconda nel 1923.
Dalla vecchia casa cantoniera parte uno sterrato che conduce alla Pietra del Caricatore, uno alla Pietra del Boaro e uno alla villa e al lago-diga di Ferdinandea.
Alla fine di settembre del 2012 viene annunciata la scoperta da parte del Diving Center Punta Stilo dei resti di un antico complesso megalitico in località Boario nei pressi del monte Pecoraro.